# Léia Silva
Léia Henrique da Silva est une joueuse brésilienne de volley-ball née le 1er mars 1985 à Ibitinga (São Paulo). Elle mesure 1,69 m et joue au poste de libero.

## Clubs
| Club                    | De        | À         |
| ----------------------- | --------- | --------- |
| Apiv Piracicaba         | 2006-2006 | 2006-2006 |
| Esporte Clube Pinheiros | 2007-2008 | 2007-2008 |
| Esporte Clube Banespa   | 2008-2009 | 2008-2009 |
| Piracicaba              | 2009-2010 | 2009-2010 |
| Osasco Voleibol Clube   | 2010-2011 | 2011-2012 |
| Esporte Clube Pinheiros | 2012-2013 | 2014-2015 |
| Minas Tênis Clube       | 2015-2016 | …         |

## Palmarès

### Équipe nationale
- Grand Prix Mondial
  - Vainqueur : 2014, 2016.
- Ligue des nations
  - Finaliste : 2019.
- Championnat d'Amérique du Sud
  - Vainqueur : 2015, 2019.

### Clubs
- Championnat du monde des clubs
  - Finaliste : 2010, 2018.
- Championnat sud-américain des clubs
  - Vainqueur : 2011, 2018, 2019, 2020.
- Championnat du Brésil
  - Vainqueur : 2012, 2019.
  - Finaliste : 2011.
- Coupe du Brésil
  - Vainqueur : 2019.
  - Finaliste : 2017.
- Supercoupe du Brésil
  - Finaliste : 2017, 2019.

### Distinctions individuelles
- Championnat sud-américain des clubs de volley-ball féminin 2018: Meilleur libéro[2].
- Championnat sud-américain des clubs de volley-ball féminin 2020: Meilleur libéro[3].